# Tiberiu Popoviciu
Tiberiu Popoviciu (n. 16 februarie 1906, Arad – d. 29 octombrie 1975, Cluj-Napoca) a fost un matematician, profesor universitar,  membru titular al Academiei Române.
Inegalitatea Popoviciu pentru varianță îi poartă numele.

## Biografie
A urmat liceul în Arad, la școala care este astăzi Colegiul Național „Moise Nicoară”. A absolvit cursurile Facultății de Științe din București, cu un doctorat susținut la Paris (1933) sub îndrumarea profesorului Paul Montel despre teoriei funcțiilor convexe de ordin superior. Apoi a fost cadru didactic la universitățile din Cernăuți, București și Iași. În 1946 a fost numit profesor la Universitatea din Cluj (catedra de analiză matematică), întemeind aici – în 1957 –Institutul de calcul al Academiei Române (filiala Cluj), fiind totodată decan între 1950-1953. Institutul din 1995 îi poartă numele. Prin stăruințele lui, în 1959 se va relua publicarea revistei Mathematica. 
Începând cu anul 1993, în onoarea sa și a însemnatei sale contribuții la întemeierea informaticii românești, Liceul de Informatică din Cluj îi poartă numele.

## Activitatea științifică

### Teza de doctorat
Sur quelques propriétés des fonctions d'une ou de deux variables réelles
susținută la Paris în data de 13 iunie 1933 și publicată în revista Mathematica, vol. III (1934), pag. 1-85.

### Lucrări științifice publicate
Selecție din lucrările științifice publicate:
- Sur quel-ques inegalites entre les fonctiones convexes publicată, Dările de seamă ale Academiei de Științe din România
- Notes sur fonctiones convexes d’ordre superieur, Mathematica
- Notes sur les generalisations des fonctions convexes d’ordre superieur, Buletinul matematic al Societății Române de Științe

### Manuale
- Exerciții și probleme de analiză, în colaborare cu prof. Angheluță;
- Redactarea lecțiilor ținute de Paul Montel despre funcțiile periodice și aproape periodice. Monografii matematice, Cluj Napoca, 1937.
- Curs de matematici generale, litografiat, 1938, Cernăuți;
- Elemente de analiză matematică, litografiat, Cluj Napoca, 1947
- Curs de algebră superioară. Numere reale și complexe. Noțiuni de teoria numerelor, litografiat, Cluj Napoca, 1948
- Elemente de analiză matematică, litografiat, Cluj Napoca, 1948

### Cărți
- Les fonctions convexes, Hermann and Cie, Paris, 1944. 75 p.
- Analiză numerică : noțiuni introductive de calcul aproximativ, Editura Academiei, București, 1975. 236 p.

## Afilieri științifice
A fost membru corespondent al Academiei de Științe din România începând cu 4 iunie 1937. 
În anul 1948 a fost ales membru corespondent al Academiei Române, iar din 1963 devine membru titular.

## Alte activități profesionale
- Este fondatorul revistei Revue d'Analyse Numérique et de Théorie de l'Approximation [9] (presucrtat ANTA) în 1972, fiind primul editor-șef al acestui jurnal în perioada 1972-1975 (împreună cu soția sa Elena Popoviciu).
- Este fondatorul revistei Revista de Analiză Numerică și Teoria Aproximației. Acest jurnal va fi publicat doar între 1972-1974.

## Distincții
- Medalia Muncii (20 august 1951) „cu ocazia zilei de 23 August 1951”[10]
- Ordinul Muncii clasa a II-a (14 septembrie 1953)[11]
- Ordinul „23 August” clasa a V-a (12 august 1959) „pentru activitate rodnică în dezvoltarea științei și culturii din Republica Populară Romînă”[12]
- Ordinul „Meritul Științific” clasa a II-a (26 septembrie 1966) „pentru merite deosebite în activitatea științifică, cu prilejul Centenarului Academiei Republicii Socialiste România”[13]
- titlul de Om de știință emerit al Republicii Socialiste România (26 iunie 1969) „în semn de prețuire a personalului didactic pentru activitatea meritorie în domeniul instruirii și educării elevilor și studenților și a contribuției aduse la dezvoltarea învățămîntului și culturii din patria noastră”[14]
- Ordinul 23 August clasa a II-a (20 aprilie 1971) „pentru merite deosebite în opera de construire a socialismului, cu prilejul aniversării a 50 de ani de la constituirea Partidului Comunist Român”[15]